# Megaselia inclinata
Megaselia inclinata är en tvåvingeart som beskrevs av Borgmeier 1971. Megaselia inclinata ingår i släktet Megaselia och familjen puckelflugor. Inga underarter finns listade i Catalogue of Life.